# Grafana
Grafana is analytische software, en wordt ook gebruikt voor bedrijfsanalytica.
Grafana wordt onder andere ook gebruikt in de infrastructuur van Wikimedia.
Naast Grafana zijn er door Grafana Labs ook gerelateerde opensource projecten die aansluiten op Grafana; voorbeelden hiervan zijn Grafana Loki en Grafana Mimir.